# Maurice Gendron
Maurice Gendron (Nizza, 26 dicembre 1920 – Grez-sur-Loing, 20 agosto 1990) è stato un violoncellista francese, ma anche didatta di valore, viene considerato uno dei più grandi violoncellisti francesi del XX secolo.

## Biografia
Nato in una famiglia povera, figlio di una violinista e d'un padre che lo abbandonò in tenera età. Iniziò a studiare il violino con la madre a quattro anni senza grande soddisfazione. A cinque anni passò a studiare il violoncello, questa volta con grande entusiasmo.
Il suo primo insegnante, Stéphane Odero, gli consentì d'incontrare Emanuel Feuermann; e fu amore a prima vista. Reincontra il suo idolo, prende lezioni quando possibile, ma non si può permettere di andare a Vienna, Zurigo o New York. Ottiene il primo premio al Conservatorio di Nizza a 14 anni, nel 1934, e tre anni più tardi andò a studiare al conservatoire de Paris con Gerard Hekking.
La sua salute piuttosto cagionevole lo fece riformare per la seconda guerra mondiale. Rifiutando di suonare per i tedeschi, si arruolò nella resistenza. Dopo la fine della guerra, debuttò a Londra alla Wigmore Hall il 2 dicembre 1945, accompagnato da Benjamin Britten nelle due sonate di Gabriel Fauré e Claude Debussy.
Incise la maggior parte dei concerti di repertorio con direttori come Bernard Haitink, Raymond Leppard, e Pablo Casals, ed orchestre come la Wiener Philharmoniker, la London Symphony Orchestra e la  London Philharmonic Orchestra. Registrò anche il repertorio delle sonate con pianisti come Philippe Entremont e Jean Françaix. Fu membro del celebre trio con pianoforte con Yehudi Menuhin e Hephzibah Menuhin realizzando la registrazione delle suite per violoncello solo di Johann Sebastian Bach.
Gendron suonò con grandi musicisti del suo tempo come Benjamin Britten e Rudolf Serkin. Il suo violoncello, uno  Stradivarius oggi noto come "Ex-Gendron", è stato affidato alla violoncellista tedesca Maria Kliegel.
Gendron insegnò alla Menuhin School ed al Conservatoire de Paris e fra i suoi allievi ebbe Colin Carr, Chu Yibing e Jacqueline du Pré.
Fu il primo violoncellista moderno a suonare il Concerto in Si bemolle di Boccherini nella sua forma originale, invece della versione, normalmente eseguita, di Grützmacher. Eseguì la prima occidentale del Concerto per violoncello di Prokofiev con la London Philharmonic Orchestra diretta da Walter Susskind, ricevendo il diritto di esecuzione esclusiva per tre anni.